# Биовар
Биовар (от лат. bios и лат. varietas — биологический вариант) или биотип — систематическая категория, разновидность штамма прокариот, которая имеет биохимические и/или физиологические признаки, отличающие её от других штаммов внутри определённого вида.